# Trichocolletes aureotinctus
Trichocolletes aureotinctus är en biart som först beskrevs av Cockerell 1906.  Trichocolletes aureotinctus ingår i släktet Trichocolletes och familjen korttungebin. Inga underarter finns listade i Catalogue of Life.

## Bildgalleri

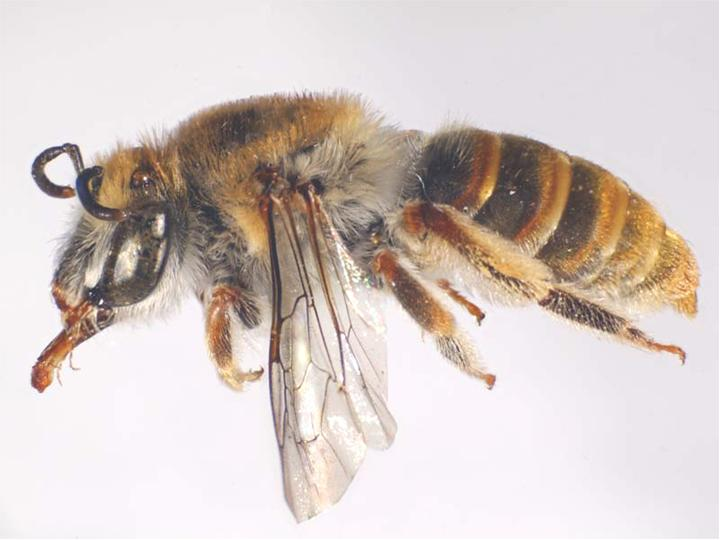
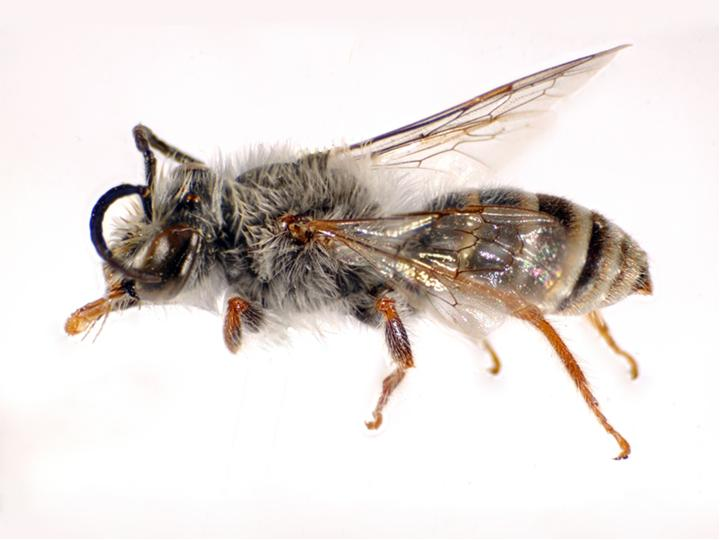